# Kari (India)
Kari is een nagar panchayat (plaats) in het district Tikamgarh van de Indiase staat Madhya Pradesh. 

## Demografie
Volgens de Indiase volkstelling van 2001 wonen er 8.686 mensen in Kari, waarvan 53% mannelijk en 47% vrouwelijk is. De plaats heeft een alfabetiseringsgraad van 36%. 